# Газіантеп (аеропорт)
Міжнародний аеропорт Газіантеп-Огузелі (IATA: GZT, ICAO: LTAJ) (тур. Gaziantep Oğuzeli Uluslararası Havalimanı) — цивільний аеропорт у Газіантеп, Туреччина. Відкритий в 1976 році, знаходиться за 20 км від міста. Розбудова аеропорту відбулась в 1998 році, статус міжнародного аеропорту здобув в 2006 році. Пасажирський термінал займає площу 5,799 м², паркінг розраховано на 400 автівок.

## Авіалінії та напрямки, лютий 2021
| Авіакомпанія      | Пункт призначення                                                                                  |
| ----------------- | -------------------------------------------------------------------------------------------------- |
| AnadoluJet        | Анкара, Бурса, Ербіль, Ерджан, Стамбул–Сабіха Гекчен                                               |
| Corendon Airlines | Сезонний: Кельн/Бонн (з 16 травня 2021), Дюссельдорф (з 15 травня 2021), Ганновер                  |
| Iraqi Airways     | Багдад                                                                                             |
| Onur Air          | Стамбул                                                                                            |
| Pegasus Airlines  | Дюссельдорф, Ербіль, Ерджан, Стамбул–Сабіха Гекчен, Ізмір                                          |
| SunExpress        | Анталія, Дюссельдорф, Франкфурт, Ізмір, Штутгарт, Цюрих Сезонний: Ганновер, Лондон–Лутон           |
| Turkish Airlines  | Ербіль, Стамбул Сезонний: Базель, Берлін, Дюссельдорф, Франкфурт, Гамбург, Штутгарт, Відень, Цюрих |

## Статистика
Див. джерело запитів Вікіданих та джерела.